# Hieracium myrtillinum
Hieracium myrtillinum es una especie de planta con flor del género Hieracium, de la familia Asteraceae, orden Asterales.

## Distribución
Hieracium myrtillinum se distribuye por Suecia.

## Taxonomía
Fue descrita científicamente por (Johanss. ex Dahlst.) T. Tyler.